# Брум, Роберт
Роберт Брум (англ. Robert Broom; 30 ноября 1866, Пейсли — 6 апреля 1951) — южноафриканский врач и палеонтолог. В 1895 году получил образование врача и в 1905 получил степень доктора наук от Университета Глазго. В 1893 женился на Мэри Байрд Бэйлли. С 1903 по 1910 был преподавателем зоологии и геологии в колледже Виктории (Стелленбос, ЮАР) и впоследствии стал хранителем ископаемых позвоночных в южноафриканском Музее Кейптауна. Роберт Брум внёс значительный вклад в палеонтологию рептилий и предков человека.

## Научный вклад
Роберт Брум родился 30 ноября 1866 года в Пейсли.
Известность Бруму принесли исследования звероподобных рептилий. После открытия Раймондом Дартом черепа ребёнка африканского австралопитека («бэби из Таунга») интерес Брума к палеонтологии возрос. В 1934 году Брум стал ассистентом палеонтологии в Трансваальском музее.
В последующие годы Брум и Джон Т. Робинсон сделали серию захватывающих находок, включая фрагменты шести гоминид в пещерах Стеркфонтейна, которых они назвали Plesianthropus transvaalensis, но позже были классифицированы как взрослые особи австралопитеков африканских. В 1937 году Брум совершил своё самое известное открытие — Paranthropus robustus. Эти открытия помогли Дарту систематизировать вид африканский австралопитек.
Дальнейшая карьера Брума была посвящена исследованию этих местонахождений и интерпретации многих ранних останков гоминид, обнаруженных в этих местах. В 1946 году Брум был награждён медалью Лондонского королевского общества в Национальной Академии Наук. Он продолжал писать до самого последнего. Незадолго до своей смерти он закончил монографию об австралопитеках.
Роберт Брум умер 6 апреля 1951 года.

## Публикации
Самые важные из сотен статей, написанных им в научные журналы:
- «Fossil Reptiles of South Africa» в Science in South Africa (1905)
- «Reptiles of Karroo Formation» в Geology of Cape Colony (1909)
- «Development and Morphology of the Marsupial Shoulder Girdle» в Transactions of the Royal Society of Edinburgh (1899)
- «Comparison of Permian Reptiles of North America with Those of South Africa» в Bulletin of the American Museum of Natural History (1910)
- «Structure of Skull in Cynodont Reptiles» в Proceedings of the Zoölogical Society (1911).
- «The South Africa Fossil Ape-Men, The Australopithecinae» (1946).